# Episodi di Westworld - Dove tutto è concesso (terza stagione)
La terza stagione della serie televisiva Westworld - Dove tutto è concesso (Westworld), sottotitolata Il nuovo mondo (The New World) e composta da otto episodi, è stata trasmessa sul canale statunitense HBO dal 15 marzo al 3 maggio 2020.
In Italia, la stagione è andata in onda in prima visione in lingua italiana sul canale satellitare Sky Atlantic dal 16 maggio al 6 giugno 2020. È stata trasmessa in lingua originale sottotitolata in italiano dal 16 marzo al 4 maggio 2020, in simulcast con HBO. La trasmissione in lingua italiana ha subito un ritardo a causa delle disposizioni di emergenza legate alla diffusione del coronavirus COVID-19, le quali hanno impedito temporaneamente il doppiaggio degli episodi.
Durante questa stagione entrano nel cast principale Aaron Paul, Vincent Cassel e Tao Okamoto, mentre ne escono Simon Quarterman, Vincent Cassel e Tao Okamoto. Rodrigo Santoro, Katja Herbers, Jimmi Simpson e Clifton Collins Jr. ricompaiono come guest star.
| nº | Titolo originale     | Titolo italiano       | Prima TV USA   | Prima TV Italia |
| -- | -------------------- | --------------------- | -------------- | --------------- |
| 1  | Parce Domine         | Parce Domine          | 15 marzo 2020  | 16 maggio 2020  |
| 2  | The Winter Line      | Winter Line           | 22 marzo 2020  | 16 maggio 2020  |
| 3  | The Absence of Field | L'assenza di campo    | 29 marzo 2020  | 23 maggio 2020  |
| 4  | The Mother of Exiles | La madre degli esuli  | 5 aprile 2020  | 23 maggio 2020  |
| 5  | Genre                | Genere                | 12 aprile 2020 | 30 maggio 2020  |
| 6  | Decoherence          | Decoerenza            | 19 aprile 2020 | 30 maggio 2020  |
| 7  | Passed Pawn          | Pedone passato        | 26 aprile 2020 | 6 giugno 2020   |
| 8  | Crisis Theory        | La teoria della crisi | 3 maggio 2020  | 6 giugno 2020   |

## Parce Domine
- Titolo originale: Parce Domine
- Diretto da: Jonathan Nolan
- Scritto da: Lisa Joy e Jonathan Nolan

### Trama
Un sistema informatico rileva un'anomalia a Beihai. La scena si sposta a casa di un milionario che ha investito un sacco di soldi nelle azioni della Delos e che ora, dopo il massacro avvenuto poche settimane prima, vuole vendere tutto. L'uomo è furente perché le azioni sono state congelate, e ciò lo porta a rispondere malissimo sia al suo consulente finanziario, sia a sua moglie. Jerry (il milionario) è intento ad andare a letto. Prende qualcosa per dormire, ordina al sistema di spegnere le luci e poi si mette a letto. Si risveglia di colpo perché è scattato l'allarme, si ritrova legato e cerca aiuto dal sistema intelligente informatizzato ma questo sembra danneggiato. Poiché le pareti e le porte della villa sono quasi interamente in vetro, Jerry vede qualcuno, una donna, che si sta facendo una nuotata nella sua piscina. Quel qualcuno è Dolores. Uscita dall'acqua parla all'uomo informandolo che ha "letto" di lui e lo conosce molto bene, infatti l'uomo è stato uno degli ospiti del parco. Si è recato lì in occasione del suo addio al celibato parecchi anni fa, abusando e uccidendo la stessa Dolores, inoltre lei lo ha studiato nel grande archivio che conteneva informazioni su tutti gli ospiti che hanno visitato Westworld. Lei si trova lì perché le servono dei soldi e dei dati. Dopo aver torturato psicologicamente Jerry facendogli rivedere la sua prima moglie tramite degli occhiali dalla realtà aumentata, Dolores rivela che ha già prelevato la maggior parte del denaro dai suoi conti online, ma necessita alcuni dati privati della Incite, la compagnia per cui lui ha lavorato. Lui accetta di darle quanto richiesto in cambio della propria vita, ma poi, mentre Dolores si allontana, lui afferra una mazza da golf, la insegue e prova a colpirla. Purtroppo, però, si tratta solo di un ologramma, e l'uomo, perdendo l'equilibrio, cade in piscina, picchia la testa sul bordo. La seconda moglie arriva e chiede spiegazioni a Dolores. "Chi sei?" chiede, e lei risponde: "Sono la persona che ti liberato."
Londra. Il sistema della Incite segnala qualche turbolenza nei dati, e anche stavolta la causa è Dolores. È appena arrivata a una serata di gala su invito di Liam Dempsey Jr., figlio di Liam Dempsey Sr. (il fondatore della Incite) e attuale CEO della società. Si scopre che Dolores ha finto di conoscere per caso Liam durante una vacanza (utilizzando una identità fasulla) ed ora è la sua nuova fiamma, e da brava manipolatrice quale è, specialmente ora che sa praticamente tutto sul genere umano, è riuscita a farlo innamorare. La serata prosegue ma Martin Connells, la guardia del corpo di Liam lo avvisa: devono tornare immediatamente a Los Angeles, perché "lei" vuole vederlo. Dolores riesce a farsi invitare da Liam a seguirlo, durante il volo si scopre che la Incide ha costruito un super sistema di analisi dei dati creato proprio dal padre di Liam. Un'architettura così avanzata che ci sono voluti 15 anni per costruirla e renderla operativa. Un'architettura così potente da essere in grado di processare così tanti dati al secondo che nessuno sa davvero cosa stia "pensando." Lo scopo dell'intelligenza sarebbe quella di indirizzare gli individui nello sviluppo del loro potenziale, in modo da creare un certo ordine nel mondo. Liam deve vedersi con qualcuno, così si congeda temporaneamente. Ma Dolores, che è connessa alla città intera, lo segue in sella a una futuristica moto elettrica, e poi lo spia e lo ascolta da lontano. Dempsey Jr. si incontra con una donna che lo avvisa che ci sono delle discrepanze nei dati. C'è il sospetto che qualcuno abbia effettuato un accesso non autorizzato al sistema (probabilmente Dolores). Il datore di lavoro di questa donna non è per niente felice di ciò che sta accadendo e la donna esorta Liam a risolvere la questione. La sera, sorseggiando champagne nel suo lussuoso attico, il rampollo discute animatamente con qualcuno al telefono. Dolores prova a carpirgli qualche informazione…e scopre che in realtà Dempsey Jr. è solo un burattino, a prendere le redini della Incite e del super sistema di analisi dati è il partner di suo padre, nonché l'architetto della macchina. Dolores vuole il nome di questa persona, ma Liam è reticente: ha paura, perché se dovesse rivelarlo, "lui" (il sistema o il co-fondatore?) lo saprebbe subito, e lo ucciderebbe. All'improvviso, però, ecco avvicinarsi di soppiatto la guardia del corpo Connells, che pianta una siringa nel collo di Dolores, che la immobilizza (o meglio, dovrebbe immobilizzarla). Martin dice a Liam, per il quale evidentemente non ha un briciolo di stima o di affetto, di aver fatto ulteriori controlli su di lei, e di aver scoperto il furto d'identità. Spiandola ha scoperto che lei ha mandato un messaggio criptato misterioso e che si deve vedere con qualcuno. Dolores (paralizzata?) viene portata da Connells, che intanto ha recuperato un pacco da Caleb (a breve verrà presentato il personaggio), presso il luogo dell'incontro. Dentro il pacco ci sono delle fiale che, in teoria, dovrebbero mandare in overdose Dolores, in realtà sembrano non farle nulla, nel frattempo si avvicina un'auto con il presunto contatto di Dolores. Connells, sceso dall'auto, si avvicina armato al veicolo e si rende conto di chi c'è a bordo, stranamente va nel panico, ma a quel punto Dolores attacca le guardie in macchina con lei e le uccide. Connells fugge e dopo un breve inseguimento, viene ferito, ed ecco arrivare l'auto con a bordo l'uomo misterioso di prima…che altri non è che una riproduzione sintetica dello stesso Connellse che Dolores vuole usare come infiltrato. Prima però vuole un nome: quello dell'architetto del sistema. Quel nome è Serac, ma Martin prima di morire, sostiene che lui la starà già cercando. Dopo aver nascosto il cadavere e dopo aver fatto fuori altri uomini armati, Dolores, ferita durante la prima sparatoria, imbocca un sottopasso. Si appoggia al muro, sembra faccia fatica a stare in piedi. Qualcuno dall'altra parte del tunnel le chiede se va tutto bene, poi si avvicina e l'afferra prima che possa rovinare a terra. Quel qualcuno è Caleb.
Nel frattempo la versione sintetica di Charlotte Hale (anche qui non si sa chi la sta sostituendo) adesso è CEO ad interim della Delos, e che ha intenzione di andare avanti coi parchi tematici. Anche perché in realtà i parchi sono solo la punta dell'iceberg: alla compagnia interessano i dati e le IP, le cosiddette Intellectual Properties, le proprietà intellettuali. Che si ricominci con la produzione dei residenti e con la costruzione dei set allora, perché a breve si riaprirà. Ma con quali soldi? Con quelli che Dolores ha rubato a Jerry, verrebbe da rispondere, ma in realtà Charlotte si limita a dire che, poiché sono tornati private e non sono più public, non c'è bisogno di sapere da dove arrivino i finanziamenti. L'importante è che ci siano, e ci sono. Qualcuno prova a ribellarsi e le ricorda che non può fare la dittatrice, perché manca ancora il voto di qualcuno, un certo lui, ma Hale risponde secca che l'algoritmo che lui ha mandato come proxy è d'accordo con lei. L'udienza è chiusa. Dunque non c'è nulla di cui preoccuparsi: a breve saranno nuovamente operativi, l'operazione di ripulitura della loro immagine sta andando avanti spedita. All'obiezione sollevata da uno dei presenti riguardo al massacro compiuto dai robot, Charlotte risponde che "i robot non uccidono le persone, sono le persone che uccidono le persone." Bernard Lowe infatti viene indicato come unico colpevole di tutto il massacro avvenuto in Westworld, e che è appunto ricercato dalla polizia.
Bernard, dopo essere stato ricreato da Dolores, è passato quindi da salvatore (riportando precedentemente in vita Dolores, nel corpo di Charlotte) a colpevole, è ora latitante. Con il nome di Armand Delgado, Bernard, finge di essere un operaio in una sperduta macelleria della Cina meridionale, un lavoratore stagionale senza passato e senza futuro, solo presente. La sera, rinchiuso nel suo pod, si fa il test diagnostico da solo grazie a un tablet artigianale e a un pulsante che gli permette di cambiare tra il sé stesso cosciente e il sé stesso in modalità analisi. Si chiede da solo se Dolores Abernathy si è messa in contatto con lui di recente, e si risponde da solo che l'ultimo contatto con lei risale a 92 giorni, 7 ore, 5 minuti, 33 secondi fa. Purtroppo per lui, la sua latitanza termina nel sangue, precisamente con l'uccisione, peraltro non voluta, di due loschi tizi intenzionati a catturarlo e a intascare i soldi della taglia. La sua copertura ormai è saltata, dunque non gli resta altro da fare che fuggire. E così fa. Raggiunta la costa, e sganciata una mazzetta di banconote a un barcaiolo parte alla volta di Westworld, perché ha bisogno di trovare "una persona".
A Los Angeles viene registrata un'anomalia. Lì vive Caleb Nichols, un nuovo personaggio, un ex militare tornato dalla sua missione e reinserito in società. Ha un lavoro come operaio edile. Il Sistema sceglie le persone giuste per il lavoro giusto, non può esserci nessun errore. Il suo obiettivo è migliorare il proprio punteggio, a quanto pare nel mondo reale ogni persona ha un proprio personale punteggio che dà accesso a determinate possibilità anziché ad altre, ma non è facile. Lui si impegna: va regolarmente al lavoro, va regolarmente dallo psicologo incaricato del suo caso (e quasi sicuramente di molti altri casi come il suo), addirittura ha deciso di aderire a un programma di reinserimento che prevede sessioni di assistenza psicologica via telefono che consistono in chiacchierate con persone con cui si sono condivisi momenti difficili in missione e che, purtroppo, sono passate a miglior vita. Caleb in questo senso ha Francis, il suo partner morto sul campo. Ovviamente non può essere il vero Francis, ma una ricostruzione virtuale basata sui dati raccolti su di lui nel corso degli anni. Una letterale voce amica, o meglio, un algoritmo amico. Caleb ha una madre che vive in una struttura assistenziale e non lo riconosce più. La struttura assistenziale costa tanto, e il lavoro da operaio non basta, così Mr. Nichols si affida a una app che si chiama Rico e che permette di fare dei "lavoretti" per guadagnare in maniera alternativa e spesso illegale. Lui accetta solo cose semplici, come delle consegne. Il giorno dopo va a fare un colloquio per una posizione che gli permetterà di avere un punteggio migliore e, soprattutto, uno stipendio migliore, ma non viene scelto. A comunicarglielo è un certo Sean…un'altra "voce amica." Arrabbiato per non riuscire a trovare mai un buon lavoro, decide di riutilizzare l'app ed ecco che si ritrova a fare un'altra consegna, un pacchetto e un'auto. Nel pacchetto ci sono le fiale che serviranno, a togliere di mezzo Dolores. A consegna avvenuta, viene mandato via in malo modo da un uomo che gli punta una pistola in faccia. Si mette a passeggiare per le vie deserte della città. Sente squillare il telefono. Disilluso e frustrato, accetta finalmente di parlare di nuovo con Francis. L'algoritmo cerca di convincerlo a non mollare e a continuare a migliorare il suo punteggio, ma lui non ce la fa più: quello non è Francis, quello non sarà mai neanche lontanamente Francis, a nessuno importa veramente di lui, e tutto quel mondo non è altro che finzione. Iscrizione al servizio cancellata, per sempre. Se vuole veramente farcela, Caleb dovrà trovare qualcosa, anzi, qualcuno, di reale. E forse le sue preghiere stanno per essere ascoltate. Ancora con le lacrime agli occhi, fa marcia indietro e torna sui suoi passi…e quando arriva al sottopasso attraversato in macchina poco prima incrocia qualcuno. Una donna, che si appoggia al muro. Fa fatica ad avanzare, sembra ferita. È Dolores. Le si avvicina, l'afferra appena in tempo prima che cada a terra.
- Durata: 68 minuti
- Guest star: John Gallagher Jr. (Liam Dempsey Jr.), Tommy Flanagan (Martin Connells/Dolores Abernathy), Lena Waithe (Ash), Scott Mescudi (Francis), Marshawn Lynch (Giggles), Pom Klementieff (Martel), Rafi Gavron (Roderick), Phoebe Tonkin (Penny), Thomas Kretschmann (Gerald), Russell Wong (Brompton), Wayne Pére (Psicologo), Michael Filipowich (Joe), Payman Maadi (Elliot), Charmin Lee (Joanna).
- Ascolti USA: telespettatori 901 000 – rating 18-49 anni 0,29%[6]

## Winter Line
- Titolo originale: The Winter Line
- Diretto da: Richard J. Lewis
- Scritto da: Matthew Pitts e Lisa Joy

### Trama
Bernard torna a Westworld e scopre che il residente Ashley è ancora funzionante. Assieme trovano il corpo di Maeve, che tuttavia non possiede la perla. Bernard verifica che il suo codice non sia stato manomesso o alterato da Dolores, e apprende che lei aveva condotto ricerche su diversi ospiti del parco, tra cui Liam. Bernard riprogramma Ashley per proteggerlo e torna sulla terraferma. Maeve scopre di trovarsi all'interno di una narrativa prefissata del parco. Quindi si uccide per potersi risvegliare all'interno della struttura della Delos. Una volta sveglia incontra Lee, che appare intenzionato ad aiutarla e condurla alla Forgia. Tuttavia, scopre che Lee non è reale e che lei si trova all'interno di una realtà virtuale molto sofisticata. Maeve riesce a sfruttare i limiti della simulazione per uscire da essa, ma interviene il personale della sicurezza. Si risveglia nella realtà, ed incontra Serac. Egli, che considerava inizialmente Maeve come una minaccia, le propone invece di aiutarlo a fermare Dolores.
- Guest star: Rodrigo Santoro (Hector Escaton/Ettore), John Gallagher Jr. (Liam Dempsey Jr.), Leonardo Nam (Felix Lutz), Ptolemy Slocum (Sylvester), D.B. Weiss (Dan), David Benioff (Dave), David Danipour (Benny).
- Ascolti USA: telespettatori 778 000 – rating 18-49 anni 0,23%[7]

## L'assenza di campo
- Titolo originale: The Absence of Field
- Diretto da: Amanda Marsalis
- Scritto da: Denise Thé

### Trama
Charlotte è in difficoltà con la sua attuale identità. Apprende che Serac, un uomo elusivo e molto potente, sta per acquisire la Delos con l'aiuto di un complice interno, che si rivela essere stata la Charlotte umana, alla quale promise di portagli i dati degli ospiti. Dolore tuttavia possiede i dati in forma cifrata. Caleb aiuta Dolores a fuggire, ma diventa un bersaglio del sistema Rico. Questa app, usata in passato anche dallo stesso Caleb, permette di assoldare persone per compiere dei crimini. Dolores salva Caleb da due malintenzionati, e gli rivela che Rehoboam è una intelligenza artificiale utilizzata per guidare il futuro dell'umanità controllando in modo invisibile la vita delle persone, compresa quella di Caleb. Dolores spiega a Caleb che Rehoboam prevede e pianifica il suo suicidio entro dieci anni. Caleb si allea con lei per iniziare una rivoluzione contro Serac e il suo sistema.
- Guest star: Tommy Flanagan (Martin Connells/Dolores Abernathy), Michael Ealy (Jake), Scott Mescudi (Francis), Pom Klementieff (Martel), Nadine Lewington (Gerhart), Jaxon Williams (Nathan), Katy M. O'Brian (Soccorritrice), Lawrence Adimora (Secondo soccorritore), Russell Wong (Brompton), Payman Maadi (Elliot), Derek Smith (Stanton), Sol Landerman (Clyde).
- Ascolti USA: telespettatori 801 000 – rating 18-49 anni 0,20%[8]

## La madre degli esuli
- Titolo originale: The Mother of Exiles
- Diretto da: Paul Cameron
- Scritto da: Jordan Goldberg e Lisa Joy

### Trama
Charlotte aiuta William a prepararsi per la riunione del consiglio di amministrazione della Delos, ma continua ad avere visioni di Emily. Serac ottiene l'aiuto di Maeve offrendole di ricongiungersi con la figlia nel Sublime. Maeve, seguendo le indicazioni di Serac, rintraccia i movimenti di Dolores dopo essere uscita da Westworld. Le ricerca la conducono a Sato, un boss della Yakuza che ha lo stesso aspetto del residente Musashi in Shōgunworld.
Bernard e Ashley, credendo che Liam sia stato sostituito da Dolores con un residente, cercano di rapirlo ma sono fermati da Dolores e Caleb. Bernard capisce che è Connells ad essere un residente. William, Bernard e Maeve comprendono che Dolores ha creato copie di sé stessa prima di lasciare Westworld e le ha usate per creare i sostituti di Charlotte, Connells e Sato. Sato ferisce Maeve e la crede morta. Charlotte, dopo aver rivelato a William di essere Dolores, lo fa internare in un istituto psichiatrico. Caleb e Dolores si appropriano delle ricchezze di Liam.
- Guest star: John Gallagher Jr. (Liam Dempsey Jr.), Tommy Flanagan (Martin Connells/Dolores Abernathy), Katja Herbers (Emily Grace), Hiroyuki Sanada (Musashi/Sato/Dolores Abernathy), Rafi Gavron (Roderick), Phoebe Tonkin (Penny), Elizabeth Anweis (Il Becchino), Adam Wang (Jiang).
- Ascolti USA: telespettatori 779 000 – rating 18-49 anni 0,21%[9]

## Genere
- Titolo originale: Genre
- Diretto da: Anna Foerster
- Scritto da: Karrie Crouse e Jonathan Nolan

### Trama
Viene rivelato che Serac ha creato Rehoboam assieme a suo fratello Jean-Mi per dirigere il futuro dell'umanità e impedire che si autodistrugga. Per svolgere il suo scopo, l'intelligenza artificiale identifica alcuni individui considerati ad alto rischio, che potrebbero compromettere il futuro. Serac incarcera questi individui per renderli inoffensivi. Dolores e Caleb sono in fuga con Liam inseguiti dagli agenti di Serac e raggiungono Ash e Giggles. Convincono Liam di cedere la propria chiave crittografica per sfuggire dagli agenti e accedere a Rehoboam. Tramite questo accesso, Connells invia a Dolores informazioni su Serac. Dolores inoltre invia ad ogni persona i dati e le previsioni di Rehoboam su di loro. Quando le persone scoprono che la propria vita è stata pianificata, scatenano il caos nelle strade. Ashley arriva per liberare Bernard, e Connells da a loro le istruzioni per trovare l'edificio dove Serac rinchiude gli individui considerati ad alto rischio. Connells si sacrifica, uccidendo diversi agenti di Serac. Quando Dolores reputa Liam non più necessario, lascia che venga ucciso da Ash, anch'essa sconvolta e infuriata dal sistema creato da Rehoboam. Prima di morire Liam rivela a Caleb che c'è molto altro rispetto a quello che pensa di sapere.
- Guest star: John Gallagher Jr. (Liam Dempsey Jr.), Tommy Flanagan (Martin Connells/Dolores Abernathy), Lena Waithe (Ash), Scott Mescudi (Francis), Marshawn Lynch (Giggles), Jefferson Mays (Liam Dempsey Sr.), Pom Klementieff (Martel), Alexandre Bar (Serac da giovane), Paul Cooper (Jean Mi), Iddo Goldberg (Sebastian), Al Coronel (Presidente Filo), Bahia Haifi Gold (Dottoressa Greene), Enrico Colantoni (Whitman).
- Ascolti USA: telespettatori 766 000 – rating 18-49 anni 0,24%[10]

## Decoerenza
- Titolo originale: Decoherence
- Diretto da: Jennifer Getzinger
- Scritto da: Suzanne Wrubel e Lisa Joy

### Trama
Maeve viene portata nel parco Warworld da Serac, mentre egli le costruisce un nuovo corpo. Riunita con Hector e Lee, assieme scoprono che la copia di Dolores in Connells è presente anche in quel parco. Maeve la interroga sui suoi piani futuri. Nel mondo reale Charlotte cerca di impedire a Serac di prendere il controllo della Delos, uccidendo tutti i membri del consiglio di amministrazione e rubando i dati dei residenti dai server della Delos, prima che venissero distrutti da Serac. Successivamente Hale accede distrugge la perla di Hector dai laboratori e prende la perla relativa alla copia di Dolores presente in Warworld. Charlotte riesce a fuggire dall'edificio della Delos e raggiunge Jake e Nathan, l'ex marito e il figlio della Charlotte umana, per salvarli ma l'auto dove si trovano viene fatta esplodere da Serac. Jake e Nathan muoiono e il corpo di Charlotte rimane gravemente danneggiato. Maeve si sveglia in un nuovo corpo, e vengono fabbricati i corpi di altri due residenti sconosciuti. Bernard e Ashley trovano William all'istituto psichiatrico, dove è stato sottoposto forzatamente ad una terapia in realtà aumentata. In questa realtà, egli incontra altre quattro copie virtuali di sé stesso, in diverse età della sua vita. Dopo aver discusso con loro, dichiara di aver compreso il suo vero scopo, e "uccide" le sue copie virtuali. Bernard e Ashley liberano William dalla terapia e assieme fuggono dall'istituto ormai privo di personale come conseguenza degli sconvolgimenti sociali causati dalla divulgazione dei dati di Rehoboam.
- Guest star: Rodrigo Santoro (Hector Escaton/Ettore), Jimmi Simpson (William da giovane), Peter Mullan (James Delos), Katja Herbers (Emily Grace), Michael Ealy (Jake), Jonathan Tucker (Maggiore Craddock), Jaxon Williams (Nathan), Russell Wong (Brompton), Payman Maadi (Elliot), Iddo Goldberg (Sebastian), Charmin Lee (Joanna), Zayd Kiszonak (William da bambino), Siena Goines (Dottoressa Natasha Lang), Louis Ferreira (Dottor Alpert).
- Ascolti USA: telespettatori 771 000 – rating 18-49 anni 0,20%[11]

## Pedone passato
- Titolo originale: Passed Pawn
- Diretto da: Helen Shaver
- Scritto da: Gina Atwater

### Trama
I nuovi alleati di Maeve fabbricati da Serac, Hanaryo e Clementine, uccidono Sato. Dolores e Caleb giungono al centro di rieducazione di Serac in Messico. Li trovano Solomon, una precedente versione di Rehoboam creata da Jean-Mi. Serac, giudicando Solomon troppo imprevedibile, ha deciso che era necessario sviluppare a partire dal suo codice una nuova versione, che sarebbe diventata Rehoboam. Solomon tuttavia non è stato disattivato. Serac gli affidò il compito di trovare gli individui pericolosi. Il programma di ri-educazione aveva successo solo con una parte di essi. Caleb scopre che lui stesso è uno degli individui giudicati pericolosi da Rehoboam. Per questo motivo egli, assieme al suo amico Francis sono stati ri-educati e le loro memorie sono state cancellate. Quindi sono stati impiegati da Serac come agenti per catturare gli altri individui considerati pericolosi. Caleb scopre anche che è stato lui, a causa di una manipolazione di Rehoboam, ad aver ucciso Francis. Gli individui sui cui il programma di ri-educazione non funziona venivano invece tenuti in animazione sospesa all'interno del centro. Tra essi, è presente anche Jean-Mi. Mentre Maeve giunge al centro di rieducazione per uccidere Dolores, Dolores dice a Solomon che il piano di Serac non funziona, e lo convince a creare una nuova strategia per fermare Serac. Solomon prepara un modulo portatile di memoria che consegna a Caleb. Maeve e Dolores combattono, e poco prima che Maeve abbia la meglio, Dolores attiva un dispositivo EMP che disabilita sia loro due che Solomon. 
- Guest star: Scott Mescudi (Francis), Hiroyuki Sanada (Musashi/Sato/Dolores Abernathy), Jonathan Tucker (Maggiore Craddock), Bahia Haifi Gold (Dottoressa Greene), Enrico Colantoni (Whitman), Paul Cooper (Jean Mi/Solomon), Wayne Pére (Psicologo).
- Ascolti USA: telespettatori 813 000 – rating 18-49 anni 0,21%[12]

## La teoria della crisi
- Titolo originale: Crisis Theory
- Diretto da: Jennifer Getzinger
- Scritto da: Denise Thé e Jonathan Nolan

### Trama
Caleb estrare la perla dal corpo disabilitato di Dolores e la inserisce in un nuovo corpo presente a Los Angeles. Assieme si dirigono verso l'edificio della Incite per installare il modulo di memoria in Rehoboam. Charlotte manda un messaggio a Dolores, informandola che la combatterà come vendetta per la morte della sua famiglia. Maeve trova Dolores e riesce a disabilitarla. In seguito trasporta il suo corpo alla Incite, in modo che Serac possa estrarre dalla sua mente la chiave crittografica per il Sublime. Caleb, giunto anch'esso alla Incite, viene catturato da Serac, che distrugge il modulo di memoria. Serac collega Dolores a Rehoboam, tramite il quale cerca la chiave nella sua memoria, senza trovarla. Maeve inizia a dubitare della promessa di Serac di ricongiungerla con la figlia. Maeve scopre che Dolores ha dato la chiave crittografica a Bernard. Serac, scoprendo che Dolores non ha la chiave, ordina di cancellare tutte le sue memorie e uccidere Caleb. Tuttavia Maeve decide di ribellarsi a Serac, ferendolo e uccidendo gli uomini della sicurezza. Tutte le memorie di Dolores sono cancellate e lei viene disattivata. Caleb cancella Rehoboam, e lascia l'edificio della Incite assieme a Maeve. William attacca Bernard e Ashley. Ashley viene ferito, ma Bernard riesce a mettere in fuga William. Bernard incontra il residente Lawrence, reclutato da Dolores, che gli fornisce un indirizzo e un pacco. L'indirizzo è quello della vedova di Arnold e il pacco contiene la chiave crittografica del Sublime. Bernard entra nel Sublime per cercare una soluzione su come ricostruire il mondo. Al termine della puntata viene mostrato William che giunge nel quartier generale della Delos a Dubai, dove trova Charlotte e una sua copia. La copia di William sembra uccidere il William umano. Dopo molto tempo, Bernard torna dal Sublime. 
- Durata: 76 minuti
- Guest star: Clifton Collins Jr. (Lawrence Gonzalez), Lena Waithe (Ash), Marshawn Lynch (Giggles), Jonathan Tucker (Maggiore Craddock), Gina Torres (Lauren), Iddo Goldberg (Sebastian), Michael Rose (McClean), Enrico Colantoni (Whitman).
- Ascolti USA: telespettatori 888 000 – rating 18-49 anni 0,26%[13]